# Indice de dose de scanographie pondéré
L'indice de dose de scanographie pondéré (IDSP) (en anglais CTDI sigle pour Computed Tomography Dose Index), est un indice utilisé en tomodensitométrie correspondant à la dose par patient et par coupe. Cet indice ne reflète pas la dose totale reçue par le patient,. Il s'exprime en milligray (mGy).
Il permet le calcul du produit dose x longueur (PDL) exprimé généralement en mGy·cm. 
On obtient la dose reçue, exprimée en millisievert (mSv) en multipliant ce produit dose x longueur par un facteur fPDL (exprimé alors en mSv/mGy/cm) dépendant de la partie du corps examinée.